# Стефан Гевгалов
Стефан Георгиев Гевгалов е български просветен деец, кмет на Пловдив.

## Житейски път
Стефан Георгиев Гевгалов е роден на 4 декември 1882 година в Казанлък. Баща му е майстор строител. Родът му произхожда от град Гевгели, Македония. Гимназиално образование получава в Казанлъшкото педагогическо училище. Следва философия и педагогика в Софийския университет. През 1907 г. продължава образованието си в Йена, Германия и през 1908 - 1910 г. в Цюрих, Швейцария. През май 1910 г. се дипломира във Философския факултет на Цюрихския университет. В Швейцария Гевгалов се сближава с архимандрит Стефан, бъдещия екзарх, който се подготвя да специализира богословие в Женева.
След завръщането си в България Стефан Гевгалов е назначен за учебната 1911-1912 година като учител в Държавната мъжка априловска гимназия, Габрово. От 1912 г. живее в Пловдив. През Европейската война е преводач от немски език в Гюмюрджина, която тогава е в границите на България. Дълги години е директор на учителската продоволствена кооперация „Напред“ в Пловдив.

## Кмет на Пловдив
Като широк социалист Стефан Гевгалов е избран за 24-ти кмет на Пловдив (председател на тричленна комисия)  и участва в управлението на града от 19 юни 1919 г. до 3 октомври 1919 г. Продължава работата по преодоляване на последиците от Първата световна война.

## Културна и просветна дейност
През периода 1922-1934 г. Стефан Гевгалов се изявява като журналист във в-к „Учителско дело“ и в-к „Юг“, а също оставя име като театрален критик, оратор и сказчик. Превежда от немски език художествена и философска литература.
Става учител по български и немски език в Търговската гимназия при Пловдивската търговско-индустриална камара, днес Национална търговска гимназия – Пловдив. Също така е заместник-директор и учител по български език в пловдивското Deutsche Schule.
През зимата на 1931 г. заминава за Берлин, а през 1932 г. като български представител взима участие в тържествата във Ваймар по случай 100-годишнината от смъртта на Йохан Волфганг Гьоте – заедно с д-р Хосе Ортега и Гасет от Мадридския университет.
Стефан Гевгалов обнародва трудове по педагогически и философски въпроси. Активно участва в културния живот на Пловдив. Свири добре на цигулка.
През 1941 г. се преселва в София.
След Девети септември 1944 г. е предупреден да не развива никаква политическа дейност.
Умира от апоплектичен удар на 19 май 1956 г. в София.
Негов внук е писателят и преводач Венцеслав Константинов.